# Delft (vascello)
Il Delft fu un vascello di linea da 54 cannoni in servizio nella marina olandese tra il 1784 e il 1797. Catturato dagli inglesi la nave andò persa per naufragio il 15 ottobre 1797.

## Storia
Realizzato per contro dell'Ammiragliato di Rotterdam, il vascello Delft fu costruito presso il cantiere navale De Hoog & de Wit di Delfshaven su progetto del costruttore navale Willem Lodewijk van Gendth. L'unità fu ordinata il 27 maggio 1782, al costo preventivato di 210 000 fiorini, e varata a Delfshaven il 16 maggio 1783 terminò l'allestimento a  Hellevoetsluis nel marzo 1784. Il 1 gennaio 1787 assunse il comando del vascello Delft il kapitein ter zee Jan Schreuder Haringman, e nel giugno di quell'anno il vascello salpò per una crociera di addestramento di dieci mesi navigando nel Mare del Nord, nel Kattegat e nel canale della Manica. Divenne presto ben chiaro che la "Delft" era una nave incredibilmente veloce, e fu impiegata in scorte alle unità mercantili  della Vereenigde Oostindische Compagnie (VOC) e della West-Indische Compagnie (WIC), che tornavano da viaggi commerciali in acque lontane cariche di merci preziose.
Il 24 dicembre 1787 il Delft partì per la sua prima crociera di diciannove mesi nel Mar Mediterraneo, come nave ammiraglia di una squadra navale composta da sette unità. Oltre a proteggere le navi mercantili olandesi, lo scopo principale di questo viaggio era di rafforzare i legami di amicizia con l'Imperatore del Marocco al fine, tra l'altro, di ottenere una riduzione dei dirottamenti da parte dei corsari barbareschi delle navi della Vereenigde Oostindische Compagnie (VOC) al largo della costa occidentale dell'Africa. Per questo scopo gli Stati Generali nominarono il capitano Haringman ambasciatore straordinario. Nel 1789 la nave ritorna al suo porto di armamento di Hellevoetsluis e venne svuotata, completamente controllata e disarmata.
Il 31 maggio 1793 assunse il comando del vascello il capitano di vascello Theodorus Frederik van Capellen. Lo scafo del Delft fu ricoperto con lastre di rame. Sotto il suo comando, il vascello fu utilizzato per liberare 75 schiavi olandesi (marinai) dall'Algeria. Dopo 16 mesi di missione il Delft ritornò nella rada di Vlissingen nel settembre 1794 e vi rimase a causa dei una forte gelane. Nel frattempo i francesi conquistarono l'Olanda e nel 1795 il nuovo governo batavo, di orientamento filo francese, licenziò tutti gli ufficiali della marina che appoggiavano il principe Guglielmo V d'Orange. Su autorizzazione dei francesi il Delft venne completamente posta in disarmo, compreso lo sbarco dei cannoni in quanto vi era il timore che tali armi potessero essere usate contro i governanti.
Poco tempo dopo il bastimento fu di nuovo posto in completo armamento, e ne fu nominato comandante il capitano di vascello Gerrit Verdooren van Asperen. Sotto la minaccia britannica, il Delft navigò da Vlissingen a Hellevoetsluis e successivamente raggiunse Nieuwediep, vicino a Den Helder.
Due anni dopo il Delft partecipò alla battaglia di Camperdown in seno alla flotta olandese, al comando del viceammiraglio Jan Willem de Winter, contro la Royal Navy. Il vascello imbarcava 375 persone ed era armato con 60 pezzi d'artiglieria.
Il 1 marzo 1797 il Delft, insieme ad altre cinque navi, salpò dalla rada di Hellevoetsluis per raggiungere la flotta batava. Le squadre navali olandesi si raggrupparono a Camperdown  e poi gettarono l'ancora nella rada di Texel. Ggli inglesi tentano di bloccare i porti di Nieuwendiep e Texel, e il 20 giugno 1797 arrivò a Texel il viceammiraglio de Winter che solo nel mese di ottobre ricevette l'ordine di salpare con le sue navi per cercare e distruggere la flotta nemica. Se ciò non era possibile de Winter doveva evitare la battaglia e rientrare verso Texel, la Mosa o la Zelandia. Poco dopo che l'intera flotta batava raggiunse il mare aperto, una nave venne inviata alla ricerca delle navi britanniche, ma essa non trovò alcuna traccia del nemico.
Il giorno successivo, domenica 8 ottobre, all'alba fu improvvisamente notata all'orizzonte una squadra navale britannica. Quando essa si accorse di essere stata scoperto si allontanò rapidamente, e quella notte la flotta batava navigò verso Texel, mentre quella britannica in direzione della Mosa.
Mercoledì 11 ottobre, la flotta batava avvistò una formazione navale britannica e de Winter mandò il Cerberus ed il Delft a intercettare le presunte navi mercantili britanniche al fine di ottenere delle informazioni. Inaspettatamente le navi britanniche issarono una serie di bandiere di segnalazione, per distogliere l'attenzione dalla numerosa flotta che stava sopraggiungendo. Il viceammiraglio De Winter diede immediatamente il segnale sia al Cerberus che al Delft di ritornare in linea, ma il Delft non se ne accorse.
Dopo che de Winter aveva ordinato all'intera flotta batava di prepararsi alla battaglia, il Delft vide segnale ed a quel punto era troppo tardi per riprendere il suo posto nella linea di fila olandese.
Durante la successiva battaglia il Delft fu attaccato da due navi britanniche contemporaneamente, la Montagu e la Monmouth e rimase gravemente danneggiata. Avendo riportato gravissimi danni, e con numerosi morti e feriti a bordo, verso le 13:45 il capitano Verdooren ammainò la bandiera e si arrese.
Catturata dai britannici la Delft fu presa a rimorchio dal nemico come bottino di guerra ma ben presto incominciò ad imbarcare copiosamente acqua a causa dei gravi danni subiti. La nave era sotto il comando congiunto del primo tenente olandese Iver F. Heiberg e del tenente britannico Charles Bullen, con un piccolo equipaggio di 69 uomini. Novantatré prigionieri olandesi erano stati trasferiti e tra i restanti marinai olandesi vi erano 76 feriti. Con l'intensificarsi della burrasca, divenne subito chiaro che, nonostante un cavo di rimorchio attaccato al vascello Veteran, la nave non avrebbe mai raggiunto la Gran Bretagna, e sul ponte fu sollevata una grande tavola con il messaggio scritto con il gesso La nave sta affondando. Reagendo immediatamente, le barche delle navi vicine organizzarono l'evacuazione e iniziarono a caricare i prigionieri olandesi per trasferirli su navi più idonee alla navigazione. Bullen offrì un posto nella prima scialuppa di salvataggio diretta al Veteran a Heiberg, ma l'ufficiale olandese rifiutò, indicando i feriti immobili che erano stati portati sul ponte principale mentre i ponti inferiori si erano allagati e rispose Ma come posso lasciare questi uomini?. In tutta risposta Bullen gridò: Dio ti benedica, mio coraggioso! Ecco la mia mano; ti do la mia parola che starò qui con te!. L'equipaggio da preda partì sulla seconda scialuppa inviata dal Russell, mentre Bullen e Heiberg attesero un terzo viaggio con i restanti 30 feriti e tre giovani ufficiali olandesi che avevano scelto anche loro di restare. Prima che potessero arrivare ulteriori aiuti, tuttavia, il Delft s’inabissò improvvisamente, con Bullen e Heiberg che si lanciarono in mare mentre la nave colava a picco. Entrambi furono avvistati in acqua ma solo Bullen si salvò, nuotando verso il Monmouth da solo.
Il Delft s’inabissò domenica 15 ottobre 1797, intorno alle 2:30, a causa del mare agitato, a 22 miglia dalla costa di Scheveningen. Almeno 159 membri dell'equipaggio perirono in combattimento, per le ferite riportare, o nell'affondamento. In segno di rispetto per la loro valorosa resistenza, la nave della linea Hercules, catturata durante la battaglia, fu  ribattezzata HMS Delft".
I resti del relitto furono recuperati nel 1977. Tra l'altro, una delle ancore e alcuni cannoni del vascello sono stati portati a terra dai pescatori e ora giacciono sul piazzale del molo. Successivamente numerosi oggetti furono recuperati dal club subacqueo di Scheveningen "Siren" grazie alle indicazioni dei pescatori.

### Fonti
1. 1 2  Treedecks.
2. 1 2 3 4 5 6 7 8 9 10 11 12 13 14 15 16 17  De Delft.
3. 1 2 3  De Delft.
4. ↑  James 1886, p. 76.
5. 1 2 3 4 5 6 7 8 9 10 11 12 13  De Delft.
6. 1 2 3 4 5 6 7  James 1886, p. 86.
7. ↑  James 1886, p. 87.
8. ↑  Fischer Fzn 1997, p. 394.